# Delphic
I Delphic sono un gruppo musicale alternative dance britannico, precisamente originario di Stockport (Inghilterra) e attivo dal 2009.

## Storia del gruppo
Il gruppo, dopo aver firmato un contratto con la Polydor Records, nel 2009 ha pubblicato il singolo di debutto Counterpoint, prodotto da Ewan Pearson.
La band ha iniziato l'attività come trio, composto da Richard "Rick" Boardman, Matt Cocksedge e James Cook, ma successivamente si è aggiunto un quarto elemento, il batterista Dan Hadley.
Nel 2009 il gruppo ha pubblicato un EP per la Kitsuné. Sono stati inseriti nel sondaggio Sound of... 2010 stilato dalla BBC, in cui si sono classificati terzi dietro a Ellie Goulding e Marina and the Diamonds.
Nel gennaio 2010 è uscito il loro album in studio d'esordio, intitolato Acolyte. L'album contiene i singoli Doubt e Halcyon.
Nel gennaio 2013 è stato pubblicato il secondo album Collections.

## Formazione
- Richard Boardman
- Matt Cocksedge
- James Cook
- Dan Hadley

## Discografia
Album studio
- 2010 - Acolyte
- 2013 - Collections